# Atlas (Leipzig)
Atlas is een Duits historisch merk van motorfietsen.
De bedrijfsnaam was: Maschinen & Fahrzeugfabrik Weißbach & Schleif, Leipzig-Gohlis.
Constructeur Weißbach en geldschieter Schleif begonnen in 1924 motorfietsen te produceren. In die tijd begonnen juist honderden kleine Duitse bedrijven lichte en goedkope motorfietsjes te maken, als gevolg van de grote vraag naar goedkoop vervoer die na de Eerste Wereldoorlog was ontstaan. De meeste van deze kleine merken verdwenen in 1925 door de enorme concurrentie van de markt. Ze hadden alleen kunnen bestaan door de toepassing van inbouwmotoren van andere merken, omdat ze de kennis niet in huis hadden om eigen motorblokken te ontwikkelen.
Zo werden de Atlas-motorfietsen voorzien van inbouwmotoren van Alba, Baumi, Blackburne, Boge, DKW, JAP en Roconova. De frames werden in eigen beheer gelast en vooruit geproduceerd. Pas bij de uiteindelijke constructie werden er aanpassingen gedaan om het juiste motorblok in te kunnen bouwen.
De productie-aantallen bleven laag, maar Schleif wist goede resultaten te boeken in heuvelklimwedstrijden en races met zijn Atlas-Roconova. Toen de Grote Depressie in 1929 uitbrak eindigde de productie.